# Oorlog van Schaduw
De Oorlog van Schaduw of ook wel de Oorlog van Kracht genoemd is een rampzalige periode en oorlog in de fantasy-boekenserie Het Rad des Tijds, geschreven door Robert Jordan. Het conflict speelde zich af in de Eeuw der Legenden, en was een van de oorzaken dat deze ten onder ging.

## Aanleiding
In de utopische Eeuw der Legenden waren er wonderen die als normaal werden beschouwd, en mannelijke en vrouwelijke Aes Sedai werden hoog geacht in de maatschappij.
Enkele wereldsteden zoals Mjinn, Shomelle, Tzora, Paaran Disen en Mar Ruios vormden de kern van de wereld, een wereld waar men geen oorlog kende en dieven zeldzaam waren.
In deze eeuw waren de Aes Sedai dienaren van allen. Je kwam ze tegen in alle beroepen, maar ze hielden zich specifiek bezig met taken zoals Helen, het bedienen van Jo-karren en zweefvliegers en het regeren van de steden.
Toch waren er gebreken: mannelijke Aes Sedai geleiden uit het alleen Saidin, terwijl vrouwen Saidar geleiden.
Op een dag werd in de grote universiteit Collam Daan een zwakke plek in het Patroon gevonden, waar volgens de Aes Sedai een ongekend deel van de Kracht lag.
Deze kracht zouden zowel mannelijke als vrouwelijke Aes Sedai kunnen gebruiken en zo zouden er nog veel grotere dingen kunnen worden geschapen.

## De Duistere
Nadat Mierin Sedai en Beidomon Sedai als enige overlevenden uit de ramp met de Sharom kwamen bleef men lange tijd gissen naar de oorzaak van de mislukking, en wat de Sharom had vernietigd.
Met het verstrijken van de tijd echter werden de lagere sociale delen van de mensheid, zoals moord en diefstal, snel sterker en de Ogier en stadswachten konden massale menigten niet meer bedwingen.
Heel langzaam verviel de wereld in een chaos, en de Aes Sedai wisten niet wat ze ertegen moesten doen omdat de wereld elke gedachte aan oorlog en strijd was vergeten. In de Zaal der Dienaren stonden de conservatieven en de reactionairen tegenover elkaar in een politieke oorlog.
Een nieuwe partij kwam echter op, een partij die zich de partij van de Schaduw noemde en de massa opzweepte met verhalen over een nieuwe orde in de wereld, en een grote macht. Even groot als de Schepper zelf.
Deze macht, zo vonden de Aes Sedai weldra uit, was Shai'tan, beter bekend als de Duistere, die vrijgekomen was en via een Bres in zijn kerker in Shayol Ghul de wereld aan kon raken. Mierin en Beidomon hadden per ongeluk die Bres geslagen.
Weldra liepen er Aes Sedai over, waaronder enkele machtigen zoals Elan Morin Tendronai, later bekend als een van de Verzakers genaamd Ishamael.
Vele machtige en minder machtige Aes Sedai liepen naar de Duistere over, en Duistervrienden met hen. De wereld werd in het slijk van chaos getrokken en moordlustige spelletjes zoals tweegevechten kwamen erg in trek. Sommige 'spellen' waren zo wreed dat het zelfs de mensheid schokte: mannen die elkaar met twee dolken (Osan'gar en Aran'gar) te lijf gingen, terwijl de dolken de drager langzaam vergiftigde.

## De Oorlog
Volgens de spaarzame gegevens uit de Eeuw der Legenden begon de oorlog als een poging van menselijke legers van Duistervrienden en Gruwheren om de Duistere volledig te bevrijden en een nieuwe wereldorde te scheppen. Verwrongen creaturen gingen er echter al snel een rol in spelen:
De Verzaker Aginor schiep uit menselijke en dierlijke cellen Trolloks, Myrddraal, Draghkar, Gholam, Grijzels en ander Schaduwgebroed in dienst van de Duistere.
Met deze duistere creaturen begon de Duistere een oorlog die later bekend zou komen te staan als de Oorlog van de Schaduw. Hordes Trolloks, Myrddraal en Duistervrienden stortte zich over de wereld uit en in de eerste drie jaar van de oorlog wist de Schaduw grote delen van de wereld te veroveren op een mensheid dat zelfs de gedachte aan oorlog vergeten was. Deze kunst werd weldra onder invloed van de Duistere in al haar wreedheid teruggevonden en geperfectioneerd.
Onder leiding van de Heer van de Morgen, Lews Therin Telamon (ook wel de Draak genoemd) zette het Licht een tegenoorlog in om de Schaduw terug te dringen en de vrede te herstellen.
In de zeven jaar na deze besluiten werden door de legers van het Licht grote delen van wat door de Schaduw veroverd was heroverd, hoewel niet zonder terugslagen en zware verliezen aan manschappen en materiaal. Hele steden gingen in vlammen op, en vele levens gingen verloren (niet in de laatste plaats omdat de Verzakers alle mensen in de veroverde steden doodden of dwongen tot de Duistere over te gaan). De Ene Kracht zelf werd als wapen gebruikt.
Hierna trad er een wapenstilstand in werking omdat geen van beide partijen sterk genoeg was de oorlog zonder zeer zware gevechten voort te zetten.
Tegen deze tijd was een groot deel van de wereld echter al verwoest, onder andere de befaamde torens van Mar Ruios of de fabelachtige tuinen van Ansaline.
Toen deze wapenstilstand een jaar later echter werd verbroken begon te Schaduw weer gestaag terrein te winnen, en beide zijden gebruikten steeds gruwelijkere en sterkere wapens tegen elkaar.
Een jaar lang gebruikten beide partijen een wapen tegen elkaar dat Lotsvuur werd genoemd: het brandde de levens van diegene die geraakt werden weg uit het Patroon. Hele steden werden met dit wapen weggevaagd.
Hierdoor ontstond het gevaar dat het hele Patroon van de eeuw kapot zou scheuren en dat de wereld daarmee zou vergaan, waardoor ermee opgehouden werd. Toch won de Schaduw nog steeds aan terrein terwijl de oorlog over de wereld raasde.
Vele grote veldslagen en daden werden geleverd, waarvan er slechts weinigen nog bekend zijn: de herovering van Mar Ruios door Lews Therin, waar alle mensen waren vermoord door Trolloks. De slag om Shomelle waarbij de stad in vlammen opging.
Lews Therin Telamon zelf versloeg Ishamael voor de poorten van Paaran Disen, terwijl de andere Verzakers in de door hun veroverde en bestuurde gebieden gruwelen aanrichten:
Demandred moordde twee hele steden uit omdat die hem hadden bespot, Mesaana zette in haar gebieden scholen op waar kinderen de eer en grootheid van de Duistere werd bijgebracht. Asmodean suste zijn eigen moeder, die Aes Sedai was en doodde haar.
Weldra werd echter duidelijk dat het Licht een oorlog als deze niet langer vol kon houden: de Schaduw won iedere dag meer en sneller terrein en de troepen van Lews Therin werden sneller en sneller teruggedreven.
In de Zaal der Dienaren tekende zich nu een dodelijk tweekamp af over hoe de oorlog beëindigd moest worden: sommigen zeiden door een directe aanval op de Bres bij Shayol Ghul, om haar te verzegelen met zeven onverwoestbare zegels van cuendillar. Andere zeiden dat men twee gigantische Sa'angrealen moest maken waarmee in een klap alle legers van de Schaduw vernietigd konden worden.
De vrouwelijke Aes Sedai schaarden zich rond de invloedrijke Latra Posae Decume en weigerden hun medewerking aan het plan van Lews Therin. Het werk aan de twee machtige Sa'angrealen - bekend als de Choedan Kal - ging voort. Toen de toegangssleutels echter bijna gereed waren, overvielen legers onder leiding van Sammael de werkplaatsen en de toegangssleutels gingen verloren. Andere legers van de Verzakers veroorzaakten overal zware gevechten, en het Licht werd naar de rand van een totale nederlaag geduwd. In veel steden ging de bevolking de straat op om een wapenstilstand te eisen, omdat ze bang waren voor de Duistere.
Lews Therin besloot nu het heft in eigen hand te nemen: hij riep 113 mannelijke Aes Sedai bijeen en een leger van 10.000 soldaten en opende een aanval op Shayol Ghul.

## Afloop
In de strijd die volgde werden zowel de Duistere als de dertien Verzakers verzegeld, terwijl veel van de 10.000 krijgslieden stierven, en er nog maar 68 Aes Sedai over waren na de geslaagde overval.
De terugslag van de verzegeling plaatste echter een smet op Saidin waardoor de 68 nog levende Gezellen meteen krankzinnig werden en alle mannelijke Aes Sedai zouden volgen.
De ziekte greep als een razende om zich heen en de krankzinnige Aes Sedai verwoestte de hele wereld, veranderde haar aanzien met de Kracht waarbij de mensheid als bladeren in een storm verspreid werd.
Nadat de laatste mannelijke Aes Sedai stierf - ruim achtennegentig jaar na het begin van het zogenaamde Breken van de Wereld of de Tijd van Waanzin - was de wereld onherkenbaar veranderd en was de Eeuw der Legenden en de macht van de Aes Sedai nog maar een schim van vroeger.